# Anthony J. Cotton

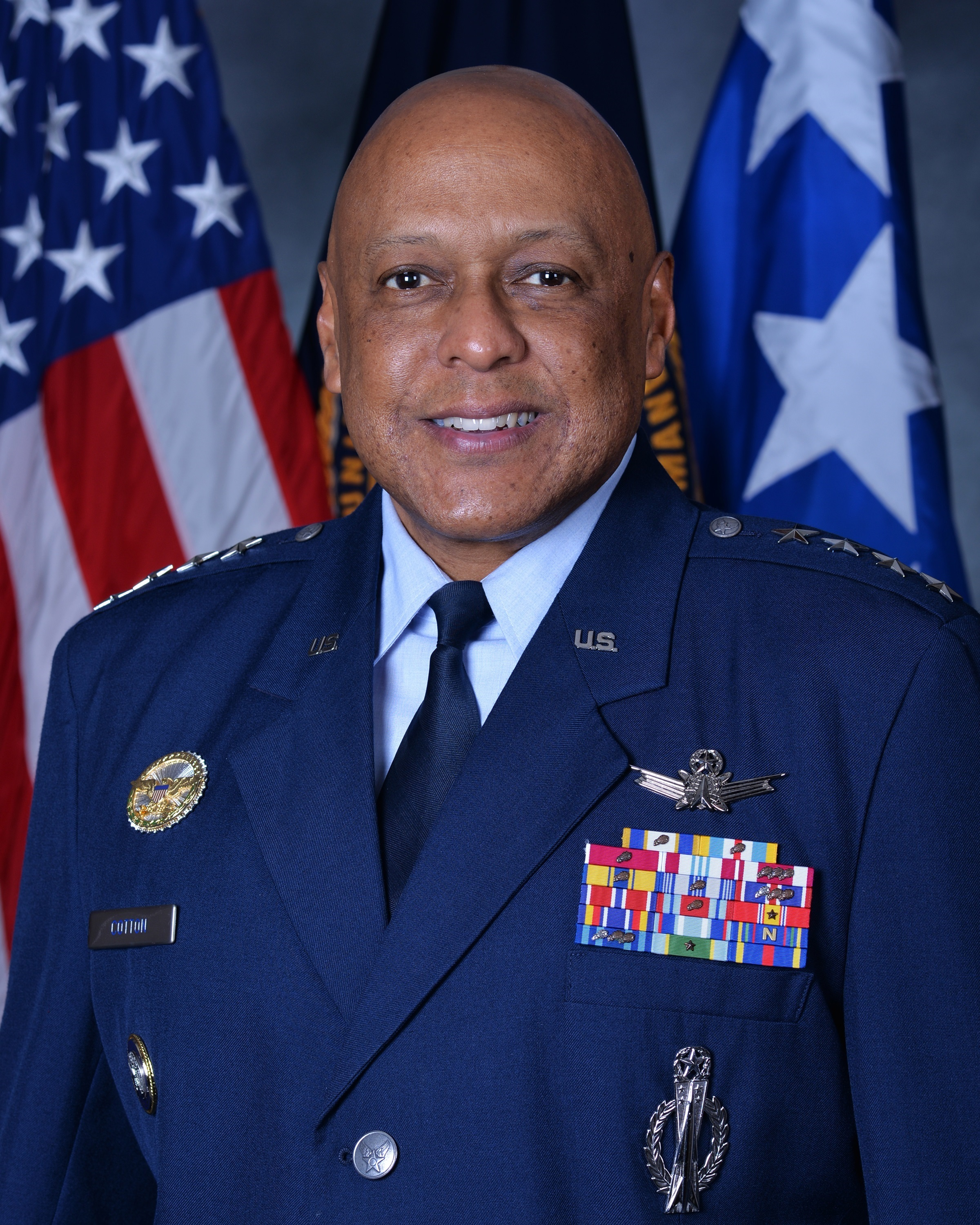
Anthony J. Cotton (2022)

Anthony James Cotton ist ein US-amerikanischer General der United States Air Force und der derzeitige Kommandeur des United States Strategic Command.

## Leben
Anthony J. Cotton erwarb 1986 einen Bachelor of Science an der North Carolina State University in Raleigh und war anschließend von 1986 bis 1991 als Missile Combat Crew Commander im 91st Missile Wing auf der Minot Air Force Base in North Dakota eingesetzt. Danach war er für drei Jahre auf der Vandenberg Air Force Base (heute Space Force Base) in Kalifornien eingesetzt. Von April 1994 bis April 1997 führte ihn eine weitere Verwendung zur Cheyenne Mountain Air Force Station in Colorado als Crew Commander in einer Einheit für Satellitenaufklärung und -überwachung. In diesem Bereich wurde er auch von April 1997 bis Januar 1999 im United States Space Command eingesetzt und war zudem Adjutant des Director of Operations des Kommandos. Im Januar 1999 ging er zurück nach Vandenberg und wurde dort Adjutant des Kommandeurs der 14th Air Force.
Von Juni 2000 bis Juni 2001 absolvierte er seinen Lehrgang für angehende Stabsoffiziere der USAF am Air Command and Staff College auf der Maxwell Air Force Base in Alabama. Anschließend war er Operations Officer der 45th Range Squadron und Staffelkapitän der 3rd Space Launch Squadron und stellvertretender Kommandeur der 45th Operations Group auf der Patrick Air Force Base (heute Space Force Base) in Florida. Danach war er wiederum Lehrgangsteilnehmer, dieses Mal am United States Army War College in Pennsylvania. Von Juni 2005 bis März 2008 wurde Cotton im Pentagon eingesetzt im Stab der United States Air Force und als Senior Military Assistant beim Under Secretary of Defense for Intelligence.
In seinen Verwendungen von April 2008 bis Juli 2009 war Cotton als Kommandeur diverser Groups und Wings eingesetzt, zunächst der Space Operations Group in Fort Belvoir, danach als stellvertretender Kommandeur des 341st Missile Wing auf der Malmstrom Air Force Base in Montana (Juli 2009–Mai 2010) und anschließend bis August 2011 als deren Kommandeur. Von August 2011 bis Juni 2013 war er dann Kommandeur des 45th Space Wing wieder auf der Patrick AFB und wurde im November 2011 Brigadier General. Bis November 2015 war Cotton anschließend stellvertretender Direktor des National Reconnaissance Office in Chantilly, ab Juli 2015 als Major General.
Für etwas mehr als zwei Jahre war Cotton bis Januar 2018 Kommandeur der 20th Air Force auf der Francis E. Warren Air Force Base in Wyoming, bevor man ihn im Februar 2018 zum Kommandeur und Präsidenten der Air University ernannte und zum Lieutenant General beförderte. Von Oktober 2019 bis August 2021 war Cotton dann stellvertretender Kommandeur des Air Force Global Strike Command (Barksdale Air Force Base, Louisiana), von August 2021 bis Dezember 2022 als General dann dessen Kommandeur, bevor er im Dezember 2022 seine derzeitige Verwendung als Kommandeur des United States Strategic Command übernahm.